# کانتوا
کانتوا (به لاتین: Kantou, Cyprus) یک روستا در قبرس است که در ناحیه لیماسول واقع شده‌است.

## خصوصیات
کانتوا  ۳۹۷ نفر جمعیت دارد.